# Scooby-Doo et la Cybertraque
Série
Scooby-Doo et les Extraterrestres
(2000) Scooby-Doo et les Vampires
(2003)
Pour plus de détails, voir Fiche technique et Distribution.
Scooby-Doo et la Cybertraque (Scooby-Doo and the Cyber Chase) est un film d'animation américain réalisé par Jim Stenstrum et sorti directement en vidéo en 2001. C'est le 4e vidéofilm de la franchise Scooby-Doo.
Dans la plupart des histoires de Scooby-Doo, les éléments paranormaux se révèlent être des subterfuges, ce qui n'est pas le cas dans ce film.
Il a été adapté sous le même nom en jeu vidéo sur PlayStation et Game Boy Advance.

## Synopsis
Scooby-Doo, Sammy, Fred, Daphné et Véra sont à nouveau réunis afin de débusquer un virus fantôme. Pendant leur enquête, la bande se retrouve prisonniers d'un jeu vidéo basé sur leurs propres aventures passées. Les cinq amis sont alors transportés dans un voyage à travers le temps, passant de l'époque préhistorique à la vie dans l'espace.

## Fiche technique
- Titre original : Scooby-Doo and the Cyber Chase
- Titre : Scooby-Doo et la Cybertraque
- Réalisation : Jim Stenstrum
- Sociétés de production : Hanna-Barbera Productions, Warner Bros. Animation, Warner Bros Family Entertainment
- Société de distribution : Warner Home Video
- Pays d'origine : États-Unis
- Langue : Anglais
- Format : Couleurs - Dolby Digital
- Genre : Animation, aventure, comédie, action et science-fiction
- Durée : 75 minutes
- Année de sortie : 2001

## Distribution

### Voix originales
- Scott Innes : Scooby / Sammy / Scooby / Sammy
- Frank Welker : Fred / Fred
- Grey DeLisle : Daphne / Daphné
- B.J. Ward : Vera / Véra
- Bob Bergen : Eric
- Joe Alaskey : Wembley
- Tom Kane : Robert
- Gary Strurgis : le virus fantôme
- Mikey Kelley : Bill

### Voix françaises
- Éric Missoffe : Scooby / Sammy / Scooby / Sammy
- Mathias Kozlowski : Fred / Fred
- Joëlle Guigui : Daphné / Daphné
- Chantal Macé : Véra / Véra
- Benoît Allemane : Robert
- Sébastien Desjours : Bill
- Michel Vigné : le virus fantôme / Wembley

## Sortie vidéo (France)
- Scooby-Doo et la Cybertraque (DVD-5 Snap Case) sorti le 3 juillet 2002 édité par Warner Bros. et distribué par Warner Home Vidéo France. Le ratio écran est en 1.33:1 plein écran 4:3. L'audio est en Français et Anglais 5.1 sans sous-titres. En supplément un making of et un clip vidéo. La durée du film est de 75 minutes. Il s'agit d'une édition Zone 2 Pal[1].